# Wallington with Thorpland

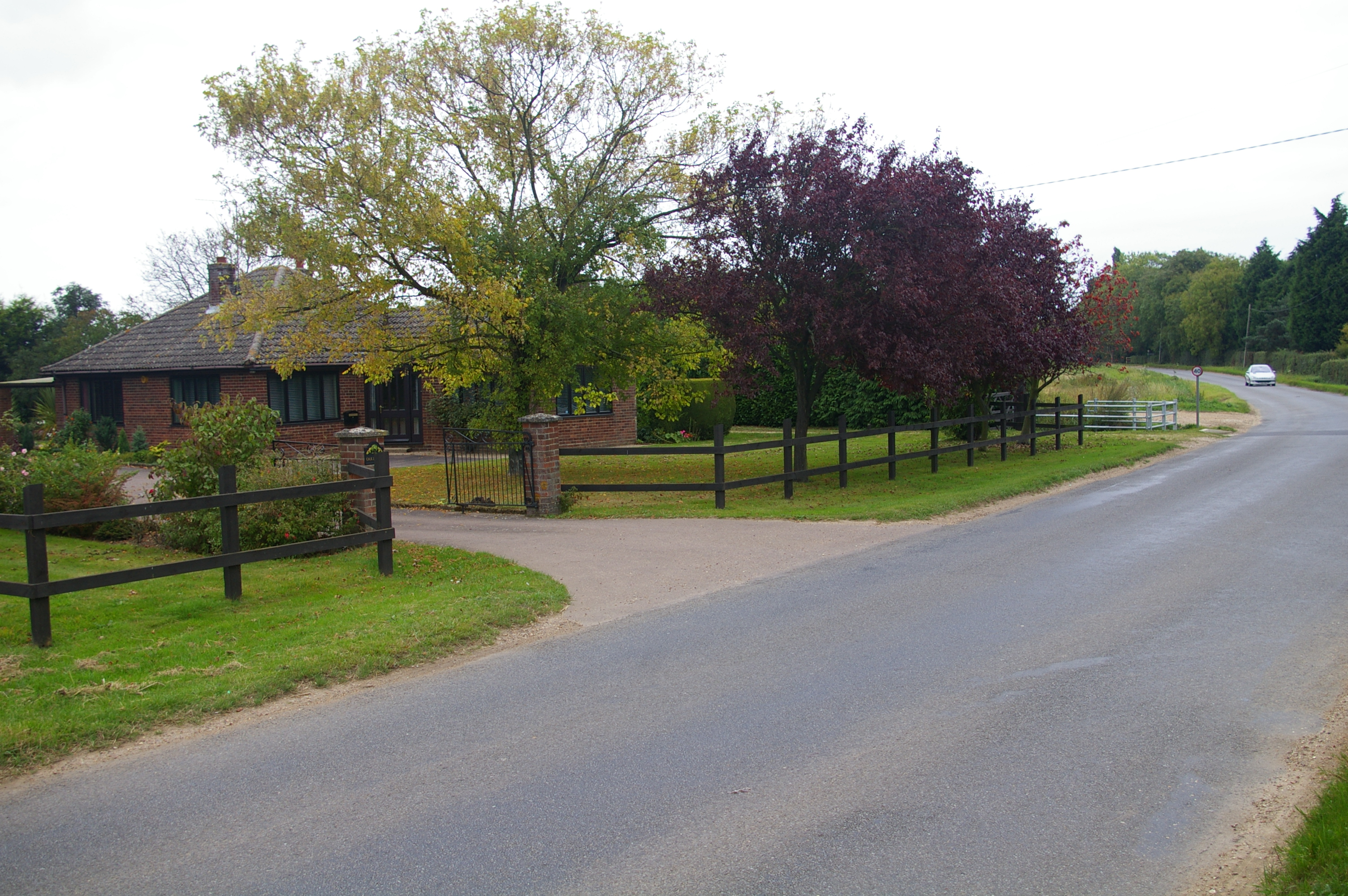
Thorpland

Wallington with Thorpland var en civil parish fram till 1935 när den uppgick i civil parish Runcton Holme, i grevskapet Norfolk i England. Civil parish var belägen 12 km från King's Lynn och hade 45 invånare år 1931.